# Mantiteu
Mantiteu (en llatí Mantitheus, en grec antic Μαντίθεος) fou un militar atenenc que segons Xenofont va ser fet presoner a Cària, probablement durant l'expedició fracassada de Melesandre per Cària i Lícia datada el 430 aC que descriu Tucídides, encara que no l'anomena.
Va romandre presoner fins al 411 aC, quan es va escapar de Sardes juntament amb Alcibíades, on el sàtrapa Tisafernes els tenia confinats.
L'any 408 aC va ser un dels ambaixadors enviats per Atenes a Darios II de Pèrsia. En el seu camí, el sàtrapa Farnabazos I el va detenir per haver ajudat als lacedemonis, i el va enviar a Cir el Jove. Van passar tres anys abans no el va deixar anar.